# Podocarpus acuminatus
Podocarpus acuminatus — вид хвойних рослин родини подокарпових.

## Поширення, екологія
Країни поширення: Бразилія (Амазонія); Венесуела. Зростає у високогірних тропічних дощових лісах і хмарних лісах серед скель на висотах від 1900 до 2400 м над рівнем моря.

## Використання
Не відомо.

## Загрози та охорона
Загрози в даний час не відомі. Ареал знаходиться в межах ефективних природоохоронних територій порт. Pico da Neblina National Park (Бразилія), ісп. Parima Tapirapecó National Park (Венесуела) і ісп. Gran Sabana National Park (Венесуела).